# Haus Bärenkamp
Koordinaten: 51° 33′ 19,5″ N, 6° 44′ 15,6″ O
Das Haus Bärenkamp und seine Grünanlagen befanden sich zwischen der Innenstadt Dinslakens und dem Averbruch in einem sumpfigen Gelände. Der Name des Besitzers, ursprünglich wohl „Birkenkamp“ oder „Berkenkamp“, tauchte erstmals 1435 und 1436 auf.

## Geschichte
1566 ging das Gut in das Eigentum der zum jülicher Uradel gehörenden Ingenhaeffs über. Nach dem Plan von 1659 soll es ein von Wassergräben umgebener zweistöckiger Backsteinbau mit zwei Treppengiebeln und mit Mitteltrakt gewesen sein. In der Nähe lag eine Vorburg mit Wirtschaftshäusern.
1753 erwarb der aus Pommern stammende und vermutlich in Wesel stationierte Major Detthoff van Köppen (1710–1793) Haus Bärenkamp. Das Ehepaar Köppen war kinderlos. So verfügte Major van Köppen in seinem Testament, dass Haus Bärenkamp nach seinem Tod an die nächsten Verwandten fallen soll. Bei dem neuen Besitzer handelte sich um seinen Neffen, den Klever Kammerpräsidenten Julius Ernst von Buggenhagen. Julius Ernst übergab das Erbe drei Jahre später seinen Sohn Julius Heinrich.
Aus einer Verkaufsanzeige in der Rhein- und Ruhrzeitung vom 4. Januar 1897 ging hervor, dass sich Verwandte van Köppens sich gemeldet hätten.
1896 erwarb die Familie Maaß das Anwesen. Die Familie betrieb einen lokalen Viehmarkt und eine Gaststätte mit Hotel. Sie ließ das Haus umbauen und erweiterte es um einen Turm und mit einer großen Terrasse. Die Familie Maaß verkaufte Haus und Grundstück an die Stadt. Die Stadt wollte ursprünglich ein Volkserholungsheim dort einrichten, wozu es jedoch nie kam.
Haus Bärenkamp war nach dem Zweiten Weltkrieg baufällig geworden. Ende der 1950er-Jahre wurde das alte Gutshaus abgerissen und auf derselben Stelle ein neues Gebäude im Landhausstil errichtet, das die Verwaltung des Trabrennvereins bezog.